# Federica Di Martino
Federica Di Martino (Ortona, 29 settembre 1973) è un'attrice italiana.

## Biografia
La sua formazione artistica avviene presso l'Accademia nazionale d'arte drammatica, dove si diploma nel 1996. Appena uscita dall'accademia lavora con registi quali Luca Ronconi, Giuseppe Patroni Griffi, Luca Barbareschi e Pino Quartullo. Per un paio di anni lavora anche in televisione, come protagonista della serie Ricominciare (regia di Vincenzo Verdecchi), nel biennio 2000-2001 nel ruolo di Laura Vallesi. 
Predilige, però, il teatro. Dal 2002 al 2005 lavora in numerosi spettacoli teatrali diretta da Piero Maccarinelli, Francesco Sala, Pierpaolo Sepe, Alessandro Maggi, Claudio Di Scanno.
Nel 2006 vince il Premio E.T.I. Gli Olimpici del Teatro come miglior attrice emergente per La forma delle cose di Neil LaBute, regia di Marcello Cotugno.
Due sono le opere Shakespeare che interpreta con la regia di Gabriele Lavia: Misura per misura (2007-2008) e Molto rumore per nulla (2009-2010). Per due volte è Desdemona, la prima in Cassio governa a Cipro, di Giorgio Manganelli e regia di Agostino Marfella (2005), poi nell'Otello di Shakespeare con la regia di Roberto Guicciardini (2009). 
Nell'estate 2010 è al Festival Teatrale di Borgio Verezzi al fianco di Paolo Bonacelli nello spettacolo L'uomo prudente di Goldoni con la regia di Franco Però.
Nel 2012 è candidata al Premio Golden Graal come miglior attrice protagonista per Molto rumore per nulla. Continua la sua intensa attività teatrale in Igiene dell'assassino di Amélie Nothomb al fianco di Eros Pagni al Napoli Teatro Festival, mentre con Daniele Pecci è protagonista in Kramer contro Kramer, adattamento teatrale di Avery Corman, interpretazione che le vale il Premio Flaiano 2013 "speciale del quarantesimo". 
Ancora nel 2013, nella casa di Gabriele D'Annunzio a Pescara, viene insignita dell'onorificenza di Ambasciatore d'Abruzzo nel Mondo per meriti culturali. Nell'estate del 2013 avviene l'incontro con Dacia Maraini, con la quale è ideatrice di uno spettacolo contro la violenza sulle donne: Cronaca di un amore rubato, tratto dalla raccolta L'Amore Rubato.
Per le stagioni 2012-2013 e 2013-2014 è Direttore per la sezione prosa del Teatro Marrucino di Chieti.
Lavora in seguito al fianco di Gabriele Lavia in numerosi spettacoli quali: I pilastri della società di Ibsen (2013-2014); Medea di Euripide, che debutta al teatro Romano di Fiesole (2015); Elettra di Sofocle al Teatro Greco di Siracusa (2016); Il padre di August Strindberg (2017); John Gabriel Borkman (2018), per il quale viene candidata al Premio Le Maschere del Teatro italiano 2018.
Nel 2019 è in tournée con lo spettacolo I giganti della montagna di Pirandello, regia di Gabriele Lavia e per l'interpretazione di Ilse Paulsen vince il Premio Franco Enriquez 2019.

## Vita privata
È sposata con Gabriele Lavia dal 2015.

## Teatro
- Verso Peer Gynt di Henrik Ibsen, regia di Luca Ronconi (1996)
- Sei personaggi in cerca d'autore di Luigi Pirandello, regia di Giuseppe Patroni Griffi (1997)
- Ultimi passi per la salvezza dell'Epiro di Giuseppe Manfridi, regia Pierpaolo Sepe (1997)
- Quando eravamo repressi, testo e regia di Pino Quartullo (1998-1999)
- Inferno in diretta di Ben Elton, regia di Luca Barbareschi (2000)
- Scritti metropolitani di Edoardo Sylos Labini, regia di Francesco Colangelo (2002)
- La coscienza di Zeno di Tullio Kezich, da Italo Svevo, regia Piero Maccarinelli (2003-2004)
- Donne-velocità-pericolo, da Filippo Tommaso Marinetti, regia di Francesco Sala (2005)
- Solo per attenderti, dall'epistolario di Eleonora Duse, regia di Filippo Gili (2005)
- Cassio governa a Cipro di Giorgio Manganelli, regia di Agostino Marfella (2005)
- La forma delle cose di Neil LaBute, regia di Marcello Cotugno (2005)
- Misura per misura di William Shakespeare, regia di Gabriele Lavia (2006-2007)
- Salomè di Dario Bellezza, regia di Agostino Marfella (2006)
- Molto rumore per nulla di William Shakespeare, regia di Gabriele Lavia (2008-2010)
- Otello di William Shakespeare, regia di Roberto Guicciardini (2008-2009)
- Le troiane di Euripide, regia di Federico Magnano San Lio (2009)
- Andromaca di Euripide, regia di Alessandro Maggi (2009)
- L'uomo prudente di Carlo Goldoni, regia di Franco Però (2009-2010)
- La figlia di Iorio di Gabriele D'Annunzio, regia di Claudio Di Scanno (2010)
- Scene da un matrimonio di Ingmar Bergman, regia di Alessandro D'Alatri (2010-2011)
- Le nuvole di Aristofane, regia di Alessandro Maggi (2011)
- Igiene dell'assassino di Amélie Nothomb, regia di Alessandro Maggi (2012)
- Kramer contro Kramer di Avery Corman, regia di Patrick Rossi Gastaldi (2012-2013)
- I pilastri della società di Henrik Ibsen, regia di Gabriele Lavia (2013-2014)
- Cronaca di un amore rubato di Dacia Maraini, regia di Federica Di Martino (2014-2015)
- Divine parole di Ramón María del Valle-Inclán, regia di Damiano Michieletto (2015)
- Medea di Euripide, regia di Gabriele Lavia (2015)
- Elettra di Sofocle, regia di Gabriele Lavia (2016)
- Il padre di August Strindberg, regia di Gabriele Lavia (2017-2018)
- John Gabriel Borkman di Henrik Ibsen, regia di Marco Sciaccaluga (2018)
- I giganti della montagna di Luigi Pirandello, regia di Gabriele Lavia (2019-2020)
- Le leggi della gravità di Jean Teulé, regia di Gabriele Lavia (2021)

## Filmografia

### Cinema
- S.O.S., regia di Thomas Robsahm Tognazzi (1999)
- Un'altra lei, regia di Gabriele Pao-Pei Andreoli (2002) - cortometraggio
- L'uomo senza paura,  regia di Francesca Marino (2013)
- Nevermind, episodio Baby Sitter, regia di Eros Puglielli (2018)

### Televisione
- Una donna per amico, regia di Rossella Izzo - serie TV (1998)
- Ricominciare, regia di Vincenzo Verdecchi- soap opera (2000-2001)
- Provaci ancora prof!, episodio Una mina vagante, regia di Rossella Izzo (2007)
- Il bene e il male, episodio La famiglia, regia di Giorgio Serafini (2009)
- Terapia d'urgenza, regia di Carmine Elia - serie TV (2009)
- Non uccidere, episodio 2x02, regia di Lorenzo Sportiello (2017)

## Riconoscimenti
- 2006 – Premio E.T.I. Gli Olimpici del Teatro Miglior attrice emergente per La forma delle cose
- 2013 – Premio Flaiano sezione teatro premio speciale per l'interpretazione in Kramer contro Kramer[20]
- 2017 – Premio Mariangela Melato
- 2019 – Premio Franco Enriquez per l'interpretazione di Ilse Paulsen ne I giganti della montagna